# Gregory Tony
Gregory Tony (ur. 27 maja 1978) – francuski zawodowy kickbokser i bokser wagi ciężkiej.

## Kariera sportowa

### Kick-boxing
Jako amator był trzykrotnym mistrzem Francji w kick-boxingu oraz boksie tajskim. W 2000 roku zdobył również amatorskie mistrzostwo Europy i świata organizacji WPKA w kick-boxingu.
Od 2001 roku walczy zawodowo. W styczniu 2002 roku wygrał turniej preliminaryjny K-1 w Marsylii, dzięki czemu cztery miesiące później zadebiutował w prestiżowym cyklu K-1 World GP, gdy w Paryżu pokonał przez jednogłośną decyzję Azema Maksutaja. W sierpniu próbował bezskutecznie zdobyć kwalifikację do Finału K-1 World GP 2002, przegrał bowiem w półfinale K-1 World GP w Las Vegas z Michaelem McDonaldem. W następnym sezonie ponownie tryumfował w turnieju w Marsylii i awansował do K-1 World GP w Paryżu. Również i tym razem nie udało mu się jednak zdobyć kwalifikacji na mistrzowską galę w Japonii, gdyż w ćwierćfinale paryskiego turnieju został znokautowany przez Rosjanina Aleksandra Ustinowa. Po raz ostatni walczył w K-1 w 2005 roku. Potem występował w mniejszych organizacjach, wygrywając m.in. z Patrice’em Quarteronem (2005, o mistrzostwo WKBC w boksie tajskim), Danielem Ghiţą (2006), Errolem Zimmermanem (2006) i Aleksiejem Ignaszowem (2008).
W maju 2011 roku zadebiutował w organizacji It’s Showtime, gdy przegrał na gali w Lyonie przez techniczny nokaut w 1. rundzie z Badrem Hari.

### Boks
W 2006 roku zadebiutował w zawodowym boksie. W 2009 roku, wygrawszy wcześniej 9 walk z rzędu przed czasem, zdobył w Paryżu zawodowe mistrzostwo Francji w wadze ciężkiej, pokonując przez jednogłośną decyzję Marouana Larouiche'a.
21 lipca 2010 roku zmierzył się w Erfurcie z również niepokonanym Robertem Heleniusem o mistrzostwo Unii Europejskiej EBU. Fin pokonał go przez techniczny nokaut w 6. rundzie. Wcześniej Tony czterokrotnie leżał na deskach (w 3., 4., 5. i 6. rundzie).